# Bae Yong-joon
Bae Yong-joon (배용준?, Bae Yong-junLR; Distretto di Mapo, 29 agosto 1972) è un attore sudcoreano, noto per la sua partecipazione in numerosi drama, il cui successo in Giappone gli è qui valso il soprannome di Yon-sama (ヨン様?).

## Biografia
Nel 2000 si è iscritto alla facoltà di Film, Televisione e Multimedialità dell'Università di Sungkyunkwan, ma ha poi interrotto gli studi. Ha una sorella minore.
Si è ritirato dalla recitazione nel 2007, rimanendo attivo nel mondo dello spettacolo come presidente dell'agenzia KeyEast. Nel 2009, Bae e l'agenzia hanno stretto una partnership con Park Jin-young e la JYP Entertainment, producendo la serie Dream High nel 2011. Come produttore creativo, Bae ha supervisionato la sceneggiatura e la produzione, apparendo anche in quattro episodi come guest star. La collaborazione tra KeyEast e JYPE, chiamata Holyim, è durata fino al 2013.

## Vita privata
Bae ha sposato l'attrice Park Soo-jin il 27 luglio 2015 al Sheraton Grande Walkerhill Hotel. La coppia si frequentava dal febbraio precedente. Il 23 ottobre 2016, Park ha partorito il loro primogenito, un maschio. Il 10 aprile 2018 è nata invece una bambina.

## Filmografia

### Cinema
- Ppilgu (삘구), regia di You Jin-sun (1997)
- Scandal - Joseon namnyeo sang-yeoljisa (스캔들 - 조선 남녀 상열지사), regia di E J-yong (2003)
- Oechul (외출), regia di Hur Jin-ho (2005)

### Televisione
- Sarang-ui insa (사랑의 인사) – serie TV, 25 episodi (1994-1995)
- Jeolm-eun-i-ui yangji (젊은이의 양지) – serie TV (1995)
- Ibyeolhaneun yeoseotdangye (이별하는 여섯단계) – serie TV (1995)
- Haepung (해풍) – serie TV (1995)
- Papa (파파) – serie TV (1996)
- Cheotsarang (첫사랑) – serie TV, 66 episodi (1996-1997)
- Uliga jeongmal saranghaess-eulkka (우리가 정말 사랑했을까) – serie TV (1999)
- Hotelier (호텔리어) – serie TV (2001)
- Gyeo-ul yeon-ga (겨울연가) – serie TV, 20 episodi (2002)
- Tae-wangsasin-gi (태왕사신기) – serie TV, 24 episodi (2007)
- Dream High (드림하이) – serie TV, 4 episodi (2011)
- Drama-ui je-wang (드라마의 제왕) – serie TV, episodio 1 (2012)

## Riconoscimenti
- 1995 – KBS Drama Awards
  - Miglior nuovo attore
  - Premio fotogenia
- 1996 – KBS Drama Awards
  - Premio popolarità
  - Attore di valore
- 1997 – Baeksang Arts Awards
  - Premio popolarità
- 2002 – Baeksang Arts Awards
  - Premio popolarità
- 2002 – KBS Drama Awards
  - Premio popolarità
  - Miglior attore (Gyeor-ul yeon-ga)
- 2003 – Blue Dragon Film Awards
  - Miglior nuovo attore (Scandal - Joseon namnyeo sang-yeoljisa)
  - Premio popolarità (Scandal – Joseon namnyeo sang-yeoljisa)
- 2004 – Baeksang Arts Awards
  - Miglior nuovo attore (Scandal – Joseon namnyeo sang-yeoljisa)
- 2007 – MBC Drama Awards
  - Gran premio
  - Miglior coppia con Lee Ji-ah (Tae-wangsasin-gi)
  - Premio popolarità (Tae-wangsasin-gi)
- 2008 – Korea Drama Awards
  - Premio hallyu per i risultati (Tae-wangsasin-gi)

## Doppiatori italiani
Nelle versioni in italiano dei suoi film, Bae Yong-joon è stato doppiato da:
- Lorenzo Scattorin in Dream High.